# Оровњица
Оровњица (слч. Orovnica) насељено је мјесто са административним статусом сеоске општине (слч. obec) у округу Жарновица, у Банскобистричком крају, Словачка Република.

## Становништво
| Година:    | 1994. | 2004.   | 2014.   | 2024.   |
| ---------- | ----- | ------- | ------- | ------- |
| Број људи: | 580   | 546     | 567     | 513     |
| Разлика:   |       | -5,86 % | +3,84 % | -9,52 % |

| Година:    | 2023. | 2024.   |
| ---------- | ----- | ------- |
| Број људи: | 517   | 513     |
| Разлика:   |       | -0,77 % |

Према подацима о броју становника из 2011. године насеље је имало 547 становника.